# Microacontias litoralis
Microacontias litoralis är en ödleart som beskrevs av  Donald G. Broadley och GREER 1969. Microacontias litoralis ingår i släktet Microacontias och familjen skinkar. Inga underarter finns listade i Catalogue of Life.